# Сухая иммерсия
«Сухая» иммерсия (СИ) —  уникальный метод для создания невесомости на Земле.
Метод разработан в 1970‑х годах сотрудниками Института медико-биологических проблем К. Б. Шульженко и И. Ф. Виль-Вильямс для исследования физических и психических изменений человеческого организма в условиях невесомости экспериментальным путём. Является основной технологией, которая используется в области космической психологии, физиологии и медицины в целях подготовки и реабилитации космонавтов.
СИ позволяет воспроизводить такие факторы космического полёта как опорная и весовая аксиальная разгрузка, перераспределение жидких сред организма, гиподинамия. Также СИ даёт возможность решать космическим психологам такие задачи как: психологическая подготовка к условиям в изменённом пространстве; развитие стрессоустойчивости, саморегуляции и работоспособности в условиях невесомости, а также поло-ролевые особенности изменений в когнитивной, эмоциональной и поведенческой сферах личности в условиях невесомости. Модель позволяет проводить исследования эффективности различных средств и методов профилактики негативных влияний гравитационной разгрузки. Все более широкое применение метод находит в спортивной и клинической медицине.

## Предпосылки к созданию
Возможность изучения влияния невесомости на человека во время и после космического полёта были и остаются крайне ограниченными из-за графика космонавтов, небольшого количество членов экипажа и короткой продолжительности полётов. А также невозможности регулировать некоторые переменные во время эксперимента, такие как диета и упражнения. Необходимость в наземных моделях, имитирующих невесомость, появилась с целью изучения физиологических реакций на космический полёт.
С начала 1960-х годов учёные работали над созданием оптимальной модели безопорного пространства на Земле для тренировки и исследования влияния такой среды на человеческий организм.
После самого длительного полёта в то время (17 суток) космонавты корабля Союз-9 Андриян Николаев и Виталий Севастьянов вернулись на Землю и по словам врачей Института медико-биологических проблем испытывали значительные трудности с привыканием к земной гравитации. Через три месяца после возвращения у Николаева случился инфаркт, потом ещё один. На человеческий организм невесомость действовала губительно. Помимо нарушений деятельности сердечно сосудистой системы медики выявили нарушения в работе вестибулярного аппарата, атрофию мышц, вымывание кальция из костной ткани. Было не ясно как долго займёт процесс восстановления.
Тогда, в 1970 м году ещё было неизвестно возможно ли вообще длительное пребывание в космосе. Принимается декларация об отмене увеличения сроков полётов совместно с американскими коллегами. Для этого учёным необходимо было придумать способ убрать земное притяжение.
Сама идея использования воды, как модели безопорного пространства пришла в голову ещё Алексею Леонову. Была создана гидролаборатория с погруженным в воду макетом орбитальной станции, в которой и по сей день космонавты отрабатывают навыки выхода в открытый космос.

## Первые эксперименты «сухой» иммерсии
В начале 1970-х годов сотрудники Института медико-биологических проблем (ИМБП) К. Б. Шульженко и И. Ф. Виль-Вильямс разработали метод длительного проведения иммерсионных исследований, основанный на принципе «сухого» погружения, создаваемого специальной водонепроницаемой и высокоэластичной тканью.
В целом, в иммерсионной среде полностью воспроизводятся такие эффекты невесомости, как гиподинамия, устранение вертикального сосудистого градиента, устранение весовой нагрузки и, соответственно, опорных раздражений. Три этих фактора являются фундаментальной основой развития неблагоприятных эффектов невесомости, как в реальном космическом полёте, так и в «сухой» иммерсии. С момента появления новой модели она стала основной для изучения эффектов невесомости при воздействиях длительностью 5-7 дней, равной длительности так называемых коротких полётов на космических станциях.

## Разновидности иммерсионных погружений
Иммерсионное погружение в настоящий момент можно классифицировать следующим образом:
- по составу иммерсионной среды: используется обычная вода, растворы хлорида или кремния;
- в соответствии со способом погружения тела: вертикальное (положение стоя, сидя и даже в перевёрнутом состоянии) или горизонтальное;
- по глубине погружения: глубокое (по шею) или частичное (до подмышечной впадины);
- по температуре иммерсионной среды: холодное (ниже 37—39˚С), термонейтральным (33—37˚С), горячим (37—39˚С);
- по времени экспозиции: погружение может быть коротким (до 2 ч) или продолжительным (до нескольких недель);
- по способу изоляции объекта погружения от жидкостной среды: погружение без изоляции («мокрая» иммерсия), погружение с изоляцией с помощью водолазного костюма («костюмная» иммерсия) или водонепроницаемой плёнки («сухая» иммерсия)[4].

Наиболее продуктивной экспериментально является «сухая» иммерсия, эффекты которой выявляют существенную зависимость от степени погружения.

## Технические характеристики иммерсионной ванны
Для реализации данного метода специально была разработана иммерсионная ванна эргономического дизайна строго рассчитанной глубины, со встроенным подъёмным механизмом и высокоэластичной водонепроницаемой тканью, прикреплённой к внешнему краю ванны. Испытуемый, одетый в нижнее бельё, укладывался на гидроизолирующую плёнку и погружался в небольшой бассейн, наполненный тёплой водой до уровня шеи. Площадь поверхности используемой ткани значительно превышала площадь водной поверхности. Таким образом, при погружении, человек находится не просто в безопорном подвешенном состоянии, на него ещё давит объём воды, в котором он пребывает несмотря на то, что вода отделена плёнкой. Высокоэластичные свойства ткани искусственно повышали плотность жидкости, создавая практически условия нулевой плавучести.

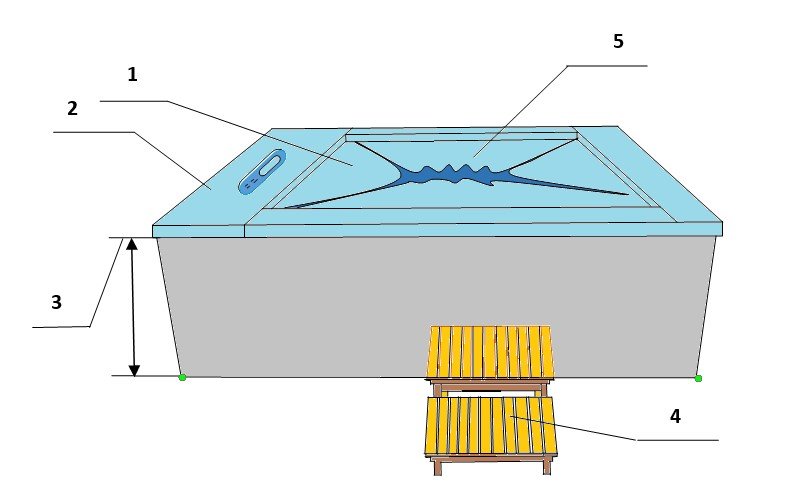
Иммерсионная ванна

1. Внутренние размеры чаши бассейна: 2100х1100х950 мм.
2. Внешние размеры бассейна 2750х1300х950 мм.
3. Высота столба воды в комплексе не менее 700 мм.
4. Лестница для подъёма в комплекс.
5. Специальное полотно для создания эффекта невесомости.

В состав комплекса также входит:
- Встроенная система очистки воды в комплексе
- Встроенная система нагрева воды в комплексе
- Встроенная система рециркуляции воды в комплексе
- В чаше комплекса встроено автоматизированное подъёмное устройство — гидравлический лифт (находится в воде под плёнкой) для погружения и поднятия человека из воды (максимальный вес 150 кг.).

Вес комплекса с оборудованием — 270 кг.
Вес комплекса наполненного водой с пациентом — 2100 кг.

## Как проходит эксперимент
Перед погружением в иммерсионную ванну все кандидаты в испытуемые в обязательном порядке проходят медицинскую комиссию, которая даёт заключение о возможности/невозможности участия в эксперименте. Существуют медицинские противопоказания к применению метода СИ, такие как инфаркт миокарда, выраженная аритмия сердечного ритма, хронические респираторные заболевания с декомпенсацией лёгочного сердца, тромбофлебит, выраженная одышка в покое, острые воспалительные процессы и генерализованные поражения кожных покровов.
При нахождении в иммерсионной среде у испытуемого ограничивается количество движений — запрещается проводить разминку, активно двигать конечностями, опираться и отталкиваться от бортов ванны. Объём двигательной активности регистрируется актографами, находящимися на конечностях испытуемого. Для предотвращения раздражения кожи испытуемого между ним и водонепроницаемой плёнкой прокладывают хлопчатобумажную простынь.
Исследования в большинстве экспериментов с «сухой» иммерсией, выполняются в стандартных конвенционных условиях: испытатели-добровольцы находятся по одному (или по двое) в ванне, наполненной водой, в горизонтальном положении, температура воды в ванне поддерживается постоянно на уровне 33±0,5 °С.
Режим дня в эксперименте регламентировали временными интервалами, отобранными для проведения обследований, профилактических мероприятий (если таковые были), приёма пищи и санитарно-гигиенических процедур. Распорядок дня по возможности был близок бортовому, включая 8-часовой сон, 3-разовое питание, программу медицинского контроля и экспериментальные исследования. Рекомендуемая медицинская диета — No 15, с обязательным исключением газообразующих продуктов. Во время пребывания в иммерсионной ванне испытуемому запрещается потреблять тонизирующие напитки и алкоголь. Приём пищи осуществляется в иммерсионной ванне и не требует подъёма испытуемого. Под спину и плечи испытуемого подкладывают подушку, добиваясь, положения полулёжа, после чего перед испытуемым ставят поднос с едой и столовыми приборами.
Для проведения санитарно-гигиенических мероприятий один раз в сутки испытателей извлекают из ванны на 15-20 мин с помощью специального подъёмника. Во время гигиенического туалета испытуемого исключают периоды вертикализации, все манипуляции проводят по возможности в горизонтальном положении. Во время отсутствия испытуемого в иммерсионной ванне проводят гигиену водонепроницаемой плёнки и замену простыни.

## 56-суточный эксперимент
Самый продолжительный эксперимент с СИ был проведён в 1974 г. создателями этой модели — сотрудниками ИМБП. Его длительность составила 56 суток. В нём принимали участие всего два испытателя-добровольца. Эксперимент убедительно доказал применимость и безопасность модели для воспроизведения эффектов длительных воздействий микрогравитации, но по условиям эксперимента в нём применяли разные сочетания профилактических воздействий.

## Практическое применение модели
С начала XXI века сотрудниками Института медико-биологических проблем было проведено 15 комплексных исследований состояния организма человека в «сухой» иммерсии, включающих обследование 169 человек. Длительность воздействий составляла 6 часов, 3, 5 и 7 суток. Адекватность воспроизведения физиологических эффектов микрогравитации в «сухой» иммерсии позволяет не только оценивать её «чистое» влияние на организм, но и отрабатывать протоколы применения средств профилактики и исследовать их эффективность, как для реального космического полёта, так и для клинических исследований.
В конце 70-х годов проводились широкие исследования эффективности применения центрифуги короткого радиуса. Позже в иммерсионных экспериментах исследовали эффективность новых средств профилактики негативных влияний невесомости, таких как водно-солевые добавки, фармакологические средства, велоэргометрия, окклюзионные манжеты, аксиальное весовое нагружение, механическая стимуляция опорных зон стоп в режиме локомоций, а также высоко- и низкочастотная электромиостимуляция мышц бедра и голени в предотвращении негативных влияний гравитационной разгрузки на организм человека .
Модель СИ активно использовалась при разработке костюма аксиальной нагрузки «Пингвин». Результаты исследования физической работоспособности после воздействия СИ легли в основу разработки бортовой автономной экспертной системы физических тренировок «Басуфт».

## Результаты проведённых экспериментов

### В медицине
С конца 1970-х годов модель СИ стала центром исследований, направленных на изучение влияний микрогравитации на системы организма детально изучаются на системном, тканевом, клеточном, субклеточном и генетическом уровнях во время КП и в наземных модельных экспериментах. Физиологические исследования в условиях невесомости и её моделирования значительно обогатили знания о функционировании вестибулярного аппарата, позволили по-новому взглянуть на проблему сенсорного обеспечения двигательных функций, выяснить роль опорной афферентации в деятельности двигательной системы, определить структурно-функциональные перестройки двигательного аппарата.
Основными реакциями организма на воздействие невесомости являются снятие гидростатического давления жидких сред организма и механической нагрузки на структуры тела, снижение уровня тактильной (опорной) афферентации, недогруженность мышечного и костного аппаратов. Воздействие невесомости приводит к многочисленным сдвигам в организме . Наиболее выраженные изменения при этом отмечены в гравитационно-зависимых системах, которые в условиях земной гравитации выполняют работу против силы тяжести (сердечно-сосудистая и мышечная системы, опорный аппарат) или в постоянно ориентирующийся в своей деятельности на вектор гравитации вестибулярный аппарат. При этом в силу взаимосвязи систем в целостном организме значительные изменения претерпевают и другие системы и функции организма — метаболизм, система крови, иммунитет, водно-солевой обмен, нейрогормональная регуляция, пищеварительная система.
В совместных российско-австрийских экспериментах показана большая диагностическая ценность метода СИ в раннем выявлении неврологических патологий, хорошо компенсированных в нормальных условиях. После 24, 48 и 72 ч СИ у большинства здоровых испытателей выявлялись различные отчётливые признаки неврологической патологии (такие как симптомы мозжечковой дезинтеграции, ухудшение функций периферических нервов, признаки поражения заднего тракта, а также пирамидной и экстрапирамидной системы). Объяснением этого феномена может быть тот факт, что все люди имеют скрытые неврологические нарушения (врождённые либо приобретённые вследствие травм, инфекций и т. д.), однако такое свойство мозга, как высокая пластичность, обеспечивает компенсацию этих нарушений. Сенсорный конфликт, возникающий в СИ из-за изменения опорного и проприоцептивного афферентного притока, снимает компенсаторные механизмы, неэффективные в новых условиях, и позволяет выявить скрытые неврологические нарушения. Показана также эффективность СИ в восстановлении атлетов после тяжёлых тренировок.
Клиническое применение СИ впервые нашла в лечении отёков, особенно трудноизлечимых различной этиологии (сердечно-сосудистых заболеваний, ожогов, отёков, вызванных циррозом печени и почечной патологией). В 1990-х годах появились работы по применению СИ в лечении гипертонического криза. Результаты этих работ выявили достоверный и стойкий гипотензивный эффект после 1,5 ч воздействия СИ.

### В психологии
Пребывание в «сухой» иммерсии влияет не только на физиологические, но и на психологические параметры испытуемых.
Сейчас перед учёными стоит проблема гендерной специфики личности в условиях космического полёта. На сколько пол и гендер влияет на адаптацию в космосе. В связи с этим в лаборатории ИМБП проводится первый в мире эксперимент в условиях СИ с участием женщин-добровольцев. Стоит отметить что мужчины и женщины по-разному реагируют на невесомость, женщины чаще подвержены космической болезни, а вот при возвращении на Землю, мужчины чаще склонны испытывать симптомы укачивания нежели их коллеги-женщины.
В экспериментах с мужчинами в СИ различной длительности психологами были выявлены следующие особенности:
- В 7-суточной «сухой» иммерсии (СИ) оценивали взаимосвязь свойств темперамента, гормонального и психофизиологического статуса, в котором определяли психомоторные показатели. До СИ однократно предъявляли личностный опросник Кеттелла. По результатам множественного корреляционного анализа сделан вывод, что в условиях СИ роль исходной экстраинтроверсии возрастает, влияние тревожности снижается[24].
- Отмечены также различия реакций системы иммунитета на условия пребывания в иммерсии в зависимости от психологических особенностей личности и свойств темперамента, что указывает на необходимость одновременной оценки иммунологических и психологических параметров для разработки реабилитационных и профилактических мероприятий для лиц с полярными различиями психологического статуса, подвергающихся воздействию стрессорных нагрузок[25].
- В рамках исследования восприятия иллюзорных и нейтральных стимулов в течение 5-суточной[26] и 21‑суточной[27] СИ изучали моторные оценки путём «схвата» иллюзий Понзо и Мюллер-Лайера. Было экспериментально показано, что при выполнении такой моторной задачи до начала иммерсии присутствуют обе иллюзии. В ходе иммерсии их сила изменяется различным образом: сила иллюзии Понзо становится отрицательной (то есть испытуемые переоценивают нижний, а не верхний отрезок), а сила иллюзии Мюллер-Лайера сначала уменьшается, затем, на десятый день, восстанавливается до начального значения и вновь убывает.

К психологическим факторам, которые влияют на космонавтов в космосе относятся также — нехватка многообразия земной жизни, пения птиц, смены картинки за окном, да и просто вечерних разговоров на кухне. Вроде бы, мелочь. В этом вопросе помогает справляться влияние VR-терапии, в том числе и во время СИ. Если в космосе космонавты могут посмотреть в очках виртуальной реальности видео о Земле с шумом воды и звуками природы. Во время СИ испытуемые наблюдают глобальные перемещения виртуальной среды, оставаясь сами неподвижными. И то и другое способствует для улучшения самочувствия. В России VR-терапия пока не получила столь масштабного распространения, но исследования перспективны не только для космонавтики, но и для медицины, армии, авиации.